# مييو (فرنسا)
 ميلو ، (بالإنجليزية: Millau)‏، نطق (الفرنسية: mijo)، (الأوكيتانية: mihaaw)، هي بلدية فرنسية تقع في إقليم أفيرون، بمنطقة الأوكيتانية الفرنسية، في جنوب فرنسا. تبعد 70 كم (43 ميلًا) عن مقر محافظة أفيرون، في روديز. تقع عند التقاء نهر تارن، ونهر دوربي. وتحيط بها المناظر الطبيعية في جورج دو تارن، وكاوس دو لارزاك، وكاوس نوير. إنها جزء من مقاطعة رويرج السابقة حيث يتواصلون أيضًا من خلال اللغة الأوكيتانية: لهجة الروجات. تسمى سكانها ميلافوا وميلافويس. أراضي البلدية هي جزء من حديقة جراند كاسيس الطبيعية الإقليمية.

## المناخ
يظهر الجدول التالي التغييرات المناخية على مدار السنة لميلو:
| البيانات المناخية لـميلو                                      | البيانات المناخية لـميلو | البيانات المناخية لـميلو | البيانات المناخية لـميلو | البيانات المناخية لـميلو | البيانات المناخية لـميلو | البيانات المناخية لـميلو | البيانات المناخية لـميلو | البيانات المناخية لـميلو | البيانات المناخية لـميلو | البيانات المناخية لـميلو | البيانات المناخية لـميلو | البيانات المناخية لـميلو | البيانات المناخية لـميلو |
| الشهر                                                         | يناير                    | فبراير                   | مارس                     | أبريل                    | مايو                     | يونيو                    | يوليو                    | أغسطس                    | سبتمبر                   | أكتوبر                   | نوفمبر                   | ديسمبر                   | المعدل السنوي            |
| ------------------------------------------------------------- | ------------------------ | ------------------------ | ------------------------ | ------------------------ | ------------------------ | ------------------------ | ------------------------ | ------------------------ | ------------------------ | ------------------------ | ------------------------ | ------------------------ | ------------------------ |
| الدرجة القصوى °م (°ف)                                         | 17.6 (63.7)              | 21.8 (71.2)              | 23.9 (75.0)              | 27.0 (80.6)              | 29.2 (84.6)              | 35.1 (95.2)              | 37.5 (99.5)              | 38.0 (100.4)             | 34.1 (93.4)              | 28.9 (84.0)              | 23.9 (75.0)              | 19.1 (66.4)              | 38.0 (100.4)             |
| متوسط درجة الحرارة الكبرى °م (°ف)                             | 6.1 (43.0)               | 7.3 (45.1)               | 10.8 (51.4)              | 13.5 (56.3)              | 17.7 (63.9)              | 21.9 (71.4)              | 25.5 (77.9)              | 25.1 (77.2)              | 20.7 (69.3)              | 15.5 (59.9)              | 9.7 (49.5)               | 6.9 (44.4)               | 15.1 (59.2)              |
| المتوسط اليومي °م (°ف)                                        | 3.2 (37.8)               | 3.9 (39.0)               | 6.7 (44.1)               | 9.1 (48.4)               | 13.2 (55.8)              | 16.9 (62.4)              | 19.9 (67.8)              | 19.6 (67.3)              | 15.9 (60.6)              | 11.9 (53.4)              | 6.7 (44.1)               | 4.0 (39.2)               | 11.0 (51.8)              |
| متوسط درجة الحرارة الصغرى °م (°ف)                             | 0.2 (32.4)               | 0.4 (32.7)               | 2.6 (36.7)               | 4.7 (40.5)               | 8.6 (47.5)               | 11.9 (53.4)              | 14.3 (57.7)              | 14.1 (57.4)              | 11.1 (52.0)              | 8.3 (46.9)               | 3.6 (38.5)               | 1.1 (34.0)               | 6.8 (44.2)               |
| أدنى درجة حرارة °م (°ف)                                       | −17.5 (0.5)              | −15.0 (5.0)              | −12.9 (8.8)              | −5.5 (22.1)              | −1.3 (29.7)              | 3.0 (37.4)               | 6.3 (43.3)               | 4.9 (40.8)               | 1.6 (34.9)               | −4.1 (24.6)              | −8.1 (17.4)              | −13.0 (8.6)              | −17.5 (0.5)              |
| الهطول مم (إنش)                                               | 55.4 (2.18)              | 47.4 (1.87)              | 42.5 (1.67)              | 69.9 (2.75)              | 73.4 (2.89)              | 60.5 (2.38)              | 39.7 (1.56)              | 54.8 (2.16)              | 77.7 (3.06)              | 79.6 (3.13)              | 69.1 (2.72)              | 61.6 (2.43)              | 731.6 (28.80)            |
| متوسط أيام هطول الأمطار                                       | 8.7                      | 7.7                      | 8.1                      | 9.6                      | 8.8                      | 6.8                      | 4.7                      | 6.0                      | 6.8                      | 9.1                      | 9.4                      | 8.8                      | 94.5                     |
| متوسط الأيام المثلجة                                          | 7.0                      | 6.0                      | 5.6                      | 2.9                      | 0.3                      | 0.0                      | 0.0                      | 0.0                      | 0.0                      | 0.5                      | 3.1                      | 5.2                      | 30.6                     |
| متوسط الرطوبة النسبية (%)                                     | 85                       | 80                       | 76                       | 71                       | 75                       | 73                       | 71                       | 72                       | 75                       | 80                       | 82                       | 84                       | 77                       |
| ساعات سطوع الشمس الشهرية                                      | 100.3                    | 126.9                    | 173.0                    | 183.4                    | 217.6                    | 262.1                    | 296.0                    | 260.9                    | 207.7                    | 132.1                    | 99.6                     | 98.1                     | 2٬157٫6                  |
| المصدر #1: Météo-France                                       |                          |                          |                          |                          |                          |                          |                          |                          |                          |                          |                          |                          |                          |
| المصدر #2: Infoclimat.fr (humidity and snowy days, 1961–1990) |                          |                          |                          |                          |                          |                          |                          |                          |                          |                          |                          |                          |                          |

## توأمة
لميلو (فرنسا) اتفاقيات توأمة مع كل من:
- موستار
- لوغا [الإنجليزية]‏
- باد زالتسوفلن
- Bridlington [الإنجليزية]‏
- ساغونتو
- ميلادا

## معرض صور

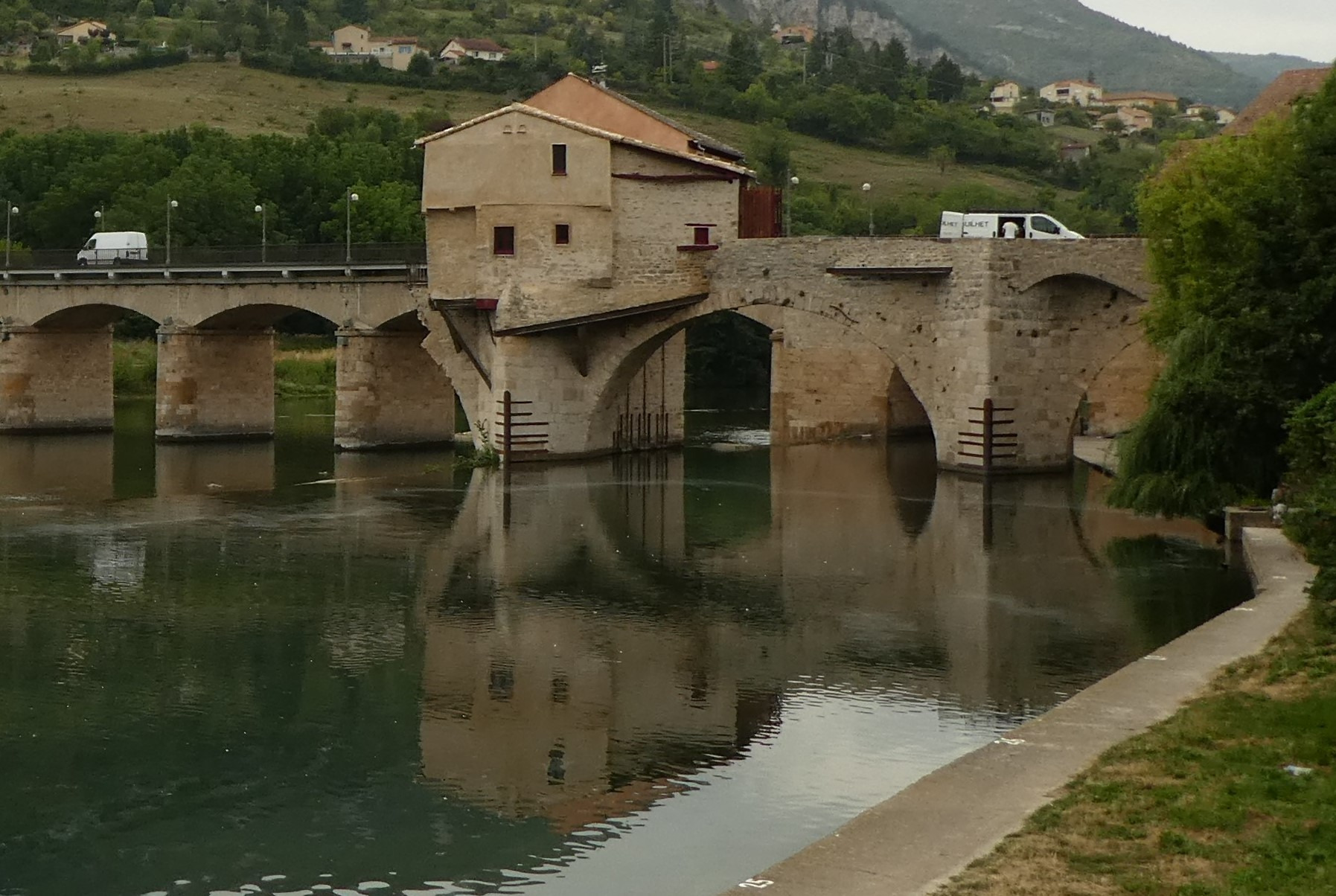
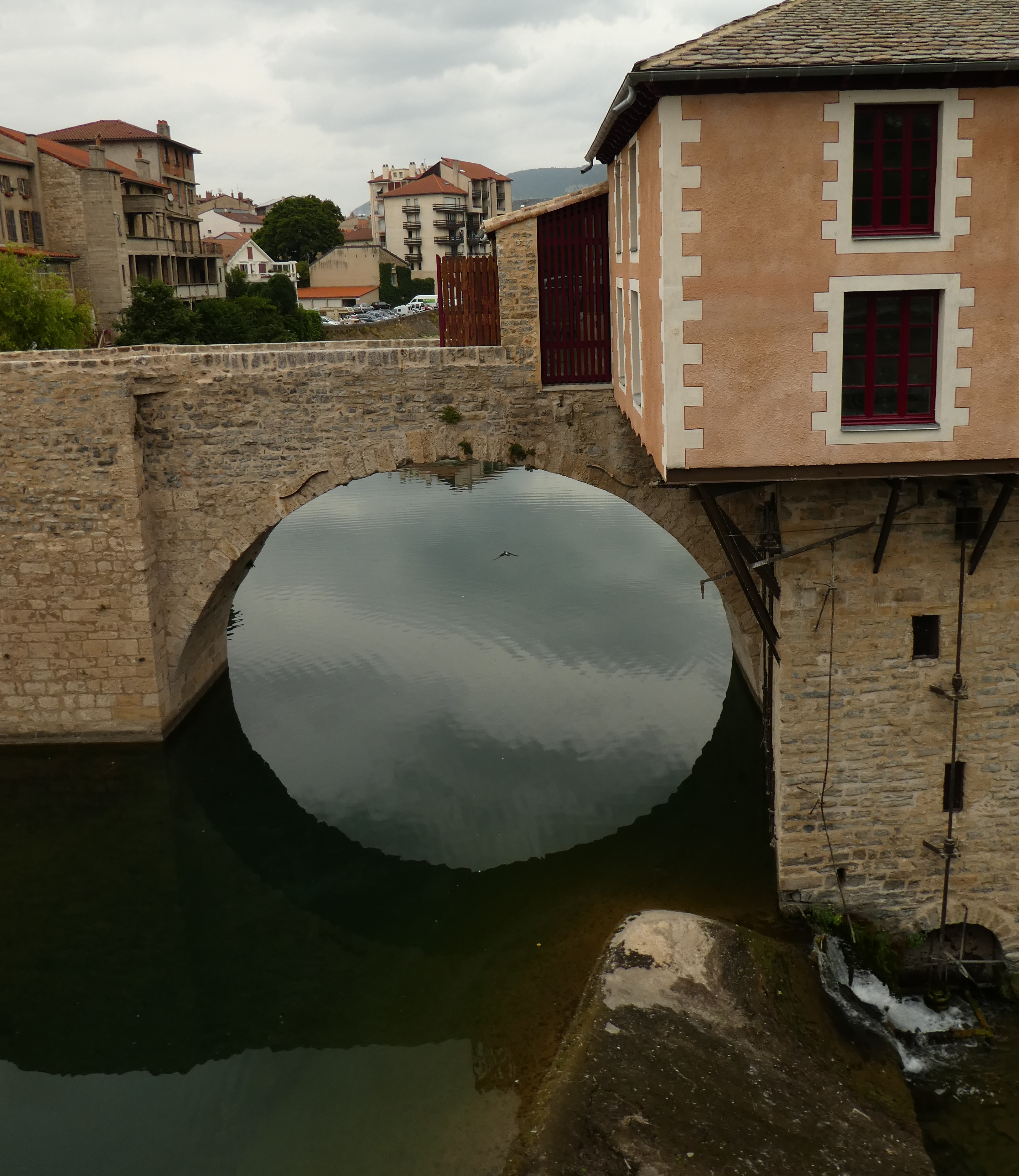
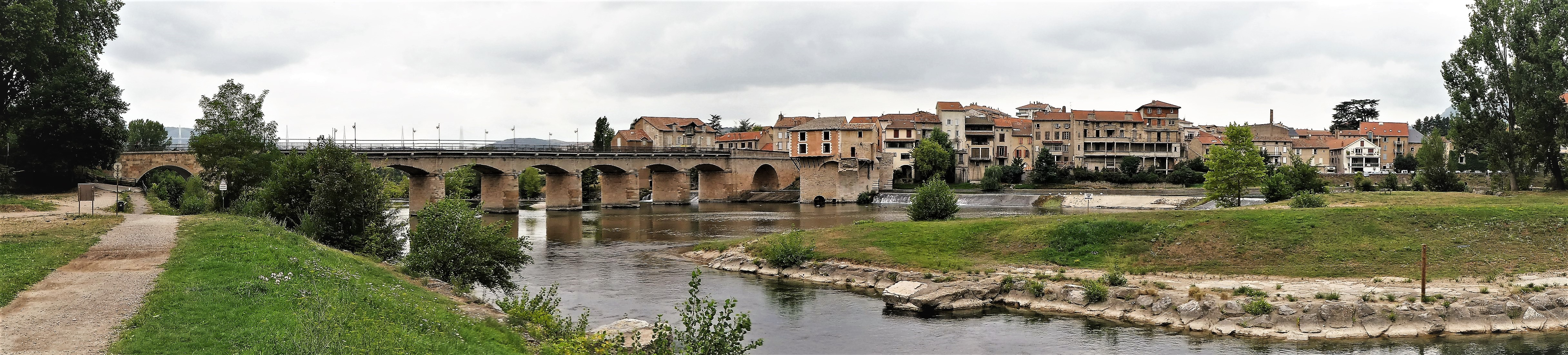
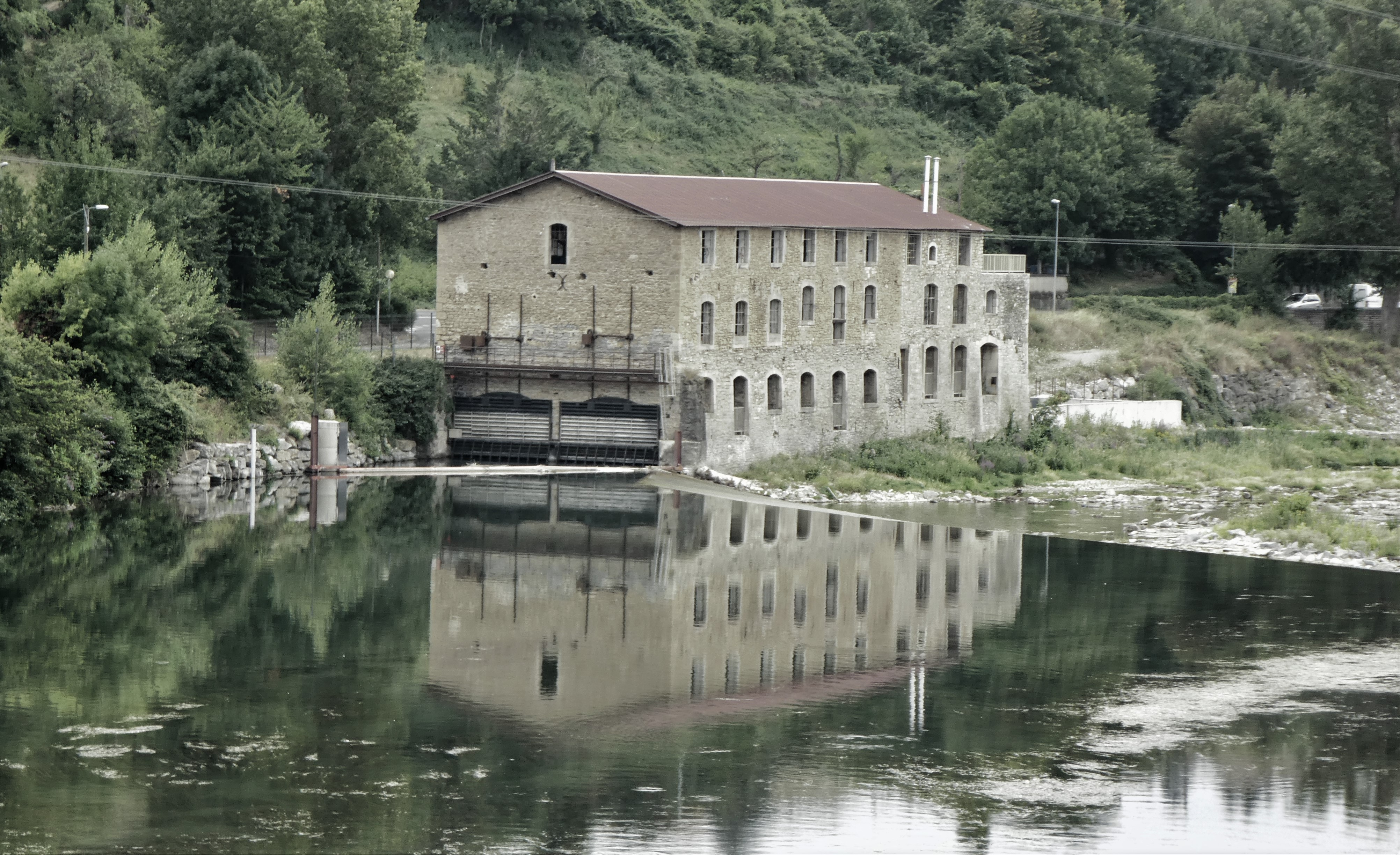
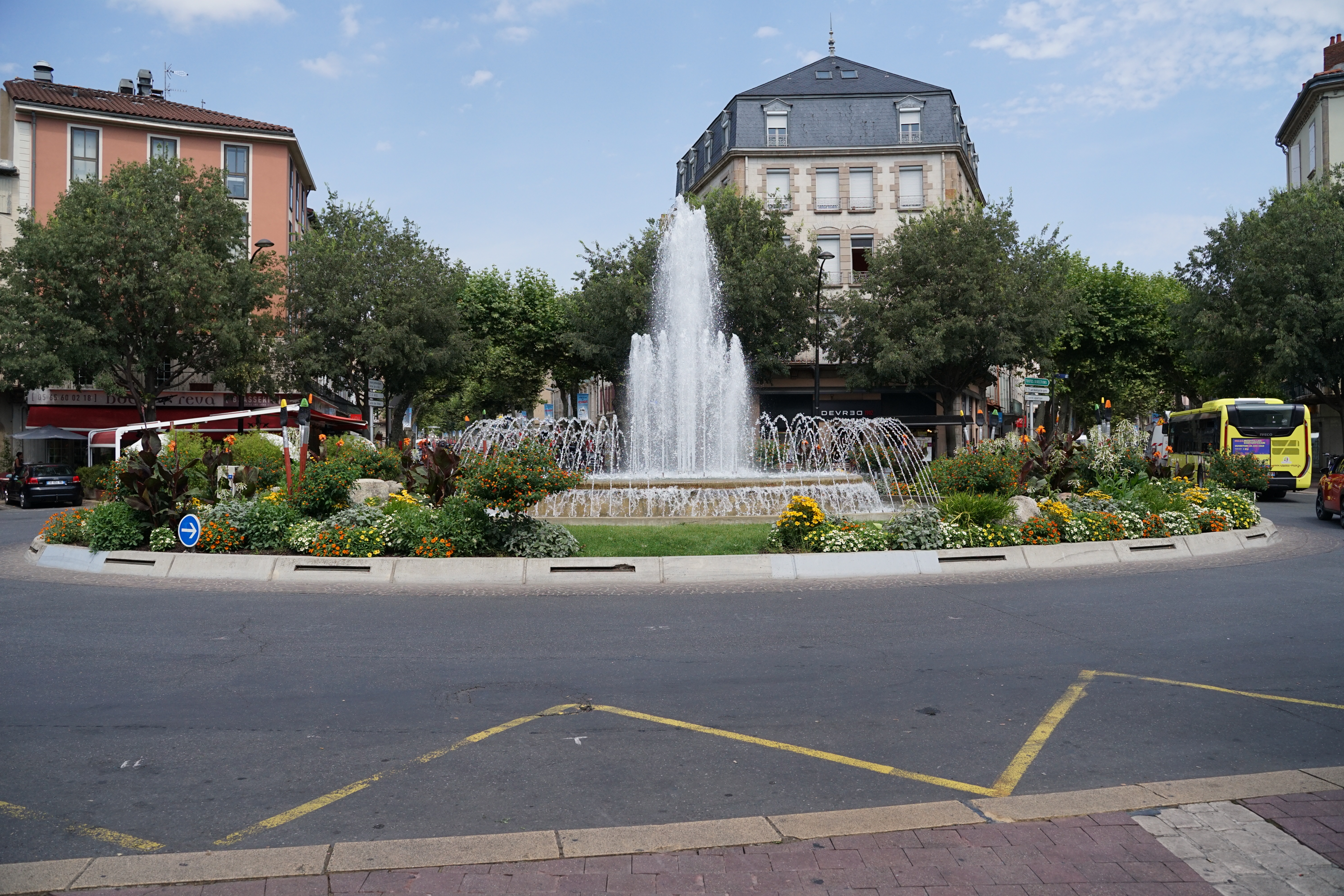

## أعلام
- لويس غابرييل أمبرواز
- جيل ليبوفتسكي
- أنتوني بانكاريل